# Скріоаштя (комуна)
Скріоаштя (рум. Scrioaștea) — комуна у повіті Телеорман в Румунії. До складу комуни входять такі села (дані про населення за 2002 рік):
- Бребіна (895 осіб)
- Віїле (5 осіб)
- Кукуєць (968 осіб)
- Скріоаштя (2499 осіб) — адміністративний центр комуни

Комуна розташована на відстані 96 км на захід від Бухареста, 36 км на північний захід від Александрії, 92 км на схід від Крайови.

## Населення
За даними перепису населення 2002 року у комуні проживали 4367 осіб. Усі жителі комуни рідною мовою назвали румунську.
Національний склад населення комуни:
| Національність | Кількість осіб | Відсоток |
| -------------- | -------------- | -------- |
| румуни         | 4225           | 96,7%    |
| цигани         | 142            | 3,3%     |

Склад населення комуни за віросповіданням:
| Релігія       | Кількість осіб | Відсоток |
| ------------- | -------------- | -------- |
| православні   | 4273           | 97,8%    |
| лютерани      | 66             | 1,5%     |
| адвентисти    | 19             | 0,4%     |
| баптисти      | 5              | 0,1%     |
| бретрени      | 2              | < 0,1%   |
| п'ятдесятники | 1              | < 0,1%   |
| атеїсти       | 1              | < 0,1%   |